# 莱克西·格蕾
亚历山大·卡罗琳“莱克西”·格蕾（英語：Alexandra Caroline Grey）医生是美国广播公司在美国首播的医务剧《实习医生格蕾》中的一个虚构角色。这个角色由该剧集的制片人珊达·莱梅斯主创，凯乐·利扮演，首次出场是在第3季，再从第4季起成为主要角色一直到第8季结束。第3季出现时她还是一个外科实习生，是梅莉迪丝·格蕾（艾蓮·朋佩歐饰）同父异母的妹妹，在母亲突然去世后转至剧中虚构的西雅图仁爱医院，之后成长为一位外科住院医师。
莱克西·格蕾一角故事线索的焦点是和整形外科医生马克·斯隆（埃里克·迪恩饰）的情感纠缠，第8季的最后一集中发生的空难导致她受了重伤并最终不治身亡。这个角色的反馈褒贬不一，女演员凯乐·利希望可以有更多的时间陪伴自己的家人。莱梅斯曾把莱克西的特征概括为有点笨笨的，而且不擅表达自己的感情。利的表演获得了评论家中等程度的好评，并于2007年和其他多名演员一起获得了美国演员工会奖正剧类杰出群体表演奖提名。

## 故事线索
莱克西·格蕾是萨切尔·格蕾和太太苏珊的女儿，她还有一个妹妹莫莉·汤普森（Molly Thompson），而梅莉迪丝·格蕾则是她同父异母的姐姐。莱克西从哈佛医学院毕业，她原本的目标是进入麻省总医院，但由于母亲突然因并发症去世而改变了计划，之后进入了梅莉迪丝工作的西雅图仁爱医院。莱克西刚入院时是克莉丝汀娜·杨（吳珊卓饰）手下的实习生，后者还给她起了个绰号叫“三”。当梅莉迪丝发现莱克西是自己的妹妹后，两人也成为了朋友。莱克茜还和另一位实习生乔治·欧麦利（T·R·奈特饰）成为了朋友，两人曾合租一间公寓。之后莱克西和住院医师亚历克斯·卡雷夫（賈斯汀·錢柏斯饰）发生了性关系。第5季时莱克西一度对欧麦利产生爱意，但对方毫无兴趣，最后两人的友谊也因此受到了影响。莱克西与其他实习生一起在医院的地下室组成了一个“中世纪”医疗教学俱乐部，这之后导致他们全部都受到了留院查看的纪律处分。
莱克西和整形外科医生马克·斯隆发展出浪漫关系，姐姐梅莉迪丝和姐夫德里克·谢柏德（帕特里克·丹普西饰）对此很担心，因为斯隆一向是个花花公子，他们担心莱克西会受到伤害。欧麦利在第6季中因车祸去世，难过的莱克西向斯隆寻求慰藉，两人住到了一起。后来父亲萨切尔入院，并随后诊断出患有肝脏衰竭，这是他以前酗酒的结果。萨切尔需要器官移植才能继续生活，莱克西愿意捐献但她的肝脏并不合适。之后她反复地恳求梅莉迪丝，后者虽然不情愿，但最终还是同意捐出一部分肝脏挽救萨切尔。之后，斯隆的女儿找上门来认亲，并且很快宣布自己已经怀孕了。斯隆于是答应为女儿和孙子提供住所，但莱克西得知后感到生气，认为这么大的事情对方也没有和自己商量一声，两人随后分手。一时冲动之下，莱克西和与妻子伊兹·史蒂文斯（凱瑟琳·海格饰）分居的卡雷夫发生了性关系，两人开始了交往。
在第6季的最后一集中，一位已故病人的丈夫因为悲痛和愤怒持枪进入医院杀死了包括医生、保安在内的多人，卡雷夫也受了枪伤。这一事件让莱克西在精神上大受打击，并因此被送入精神科治疗，用镇静剂强制稳定了50个小时。卡雷夫对此无法接受，于是和莱克西分手。斯隆严厉谴责了卡雷夫的不负责任的行为，他与莱克西又走到了一起。然而莱克西之后发现两人之前分手期间，斯隆又让骨科医生凯莉·托瑞斯（莎拉·拉米尔兹饰）怀上了身孕，于是两人又一次分手。这之后她和另一位住院医师杰克逊·埃弗里（杰西·威廉姆斯飾）有过一段短暂的交往。第8季中莱克西对斯隆的新女友朱丽娅（Julia）非常妒忌，埃弗里因此和她分手。莱克西向斯隆坦白道自己还是深爱着他，但没有得到對方的回应。到了这一季的最后一集《航班》中，莱克西、斯隆、梅莉迪丝、德里克、杨以及儿科医生亚利桑那·罗宾斯（杰西卡·卡普肖饰）乘坐的航班发生空难，莱克西被压在一大块碎片之下，身受重伤，胸腔积血更将致命。同样受了重伤的斯隆拉着她的手，说自己会永远爱她，两人命中注定要在一起。莱克西最后伤重不治，斯隆随后虽然被送到医院救治但仍然离开了人世。西雅图仁爱西慈医院从此更名为格蕾·斯隆纪念医院来向莱克西和斯隆致敬。

## 发展

### 演员和创作
凯乐·利在《实习医生格蕾》中的初次亮相是在第3季的最后两集中出演梅莉迪丝同父异母的妹妹莱克西·格蕾。随着艾赛亚·华盛顿扮演的普雷斯顿·伯克医生一角离开，有报道称节目主创人员计划在剧中增加新的角色。2007年7月11日，凯乐·利正式成为剧集第4季的常见角色。对于选择凯乐·利出演莱克西一角，《实习医生格蕾》的主创人珊达·莱梅斯表示：“我们面试了许多年轻女演员，但凯乐很出众——她有一种让我感觉合适而真实的品质。感觉就像她可以成为梅莉迪丝的妹妹，并且表现出一种非常有意思的深度。”

2011年9月，利请求暑期休一段长假，希望可以花更多的时间陪伴自己的家人。莱梅斯同意了她的请求，利于10月中旬回到了剧组。利的角色于第8季最后一集去世。2012年5月，莱梅斯透露了自己决定让莱克西死去的原因：“我喜欢凯乐，也喜欢莱克西·格蕾这个角色。她是我格蕾大家庭中的重要一员。这不是个好做的决定。但凯乐和我一起做出了这个决定。我们对此做过多次探讨，最后都觉得现在到了让她角色的旅程结束的时候了。在我看来，凯乐永远都是这个大家庭的一份子，我非常希望能够尽快地再与她合作。”。随着角色的死亡，凯乐·利也发表了一份声明：
|  | 今年年初时，我就决定第8季将是我出演的最后一季《实习医生格蕾》。我与珊达交流并合作给莱克西的故事一个适当的了结。能够与这些优秀的演员和剧组成员连续合作5年，我深感幸运。我将永远珍视自己在《实习医生格蕾》中的体验。我想借此机会向粉丝表示感谢。你们无条件的爱和支持让过去5年对我变得非常重要。我对自己将来的旅程充满期待，而且也希望你们会继续和我在一起。 |

### 特点
《实习医生格蕾》的主创人员形容莱克西·格蕾“可靠，守信，胆小和惶惑”。这个角色起初表现出具有过目不忘的能力，她也正是因此而决定从医，亚历克斯·卡雷夫给她起的绰号“莱克西百科”也由此而来。这个角色也被形容为一位“纯真的小实习生”。
对于自己的角色凯乐·利曾表示，她是个很脆弱的人，有正常的家庭背景。她知道如何维持一段正常的感情，但现在（第4季）她需要面对那么多的反对者，她需要努力适应这点。BuddyTV网站的德比·张（Debbie Chang）这样评价莱克西早期所表现出的特点，包括她和卡雷夫的关系：
|  | 莱克西和她同父异母的姐姐梅莉迪丝一样有严重的父亲情结，这一季中她在男友问题上也有着完美的进展。她决定自己可以只和亚历克斯做没有任何附加条件的性伴侣，可当对方的前女友跑来找他上床时，莱克西就装不下去了，没有办法再和卡雷夫继续这毫无感情的性爱关系。不过她和梅莉迪丝的关系还是有了长足的进步。 |

莱克西和梅莉迪丝有一定的相似之处，对此剧集的编剧斯黛西·麦基表示：
“莱克西努力挣扎着要做一个坚强的自己。我不知道自己这样说会不会有点过火，这样的挣扎通常和家庭有关，但是……好吧好吧，一定和家庭有关。因为莱克西和梅莉迪丝在许多方面都有很大的不同，但在一些方面两人又非常相似：她们都希望成功，都想要坚强，想要感觉到自己很正常，她们是如此地希望人生能够完整。只是这并不容易，她们也为此挣扎。坚强并不是与生俱来的，有时候她们只能假装坚强。”——斯黛西·麦基

莱克西在《实习医生格蕾》的日子里有过多段感情。其早期出场时和乔治·欧麦利成为朋友，但后来对他有了进一步的感情。莱梅斯对此表示：“我喜欢他们做朋友，他们也是好的朋友。我们在学校或是健身房都会认识这样的朋友，我们就是很谈得来。这里面大家都是真诚的，没有谁惺惺作态。莱克西和乔治就是这样。他们是真正的好朋友，而我能看出来他们的友谊不断发展成另外一种感情。至少，是莱克西希望发展成另外一种感情。因为她就是这样一种女孩子，会喜欢上一个人，因为他是个好人，而乔治就是个好人。莱克西现在需要有一个好人的陪伴。她经历了很多，还要面对更多，母亲的去世，与梅莉迪丝关系上的挑战，她努力地试图把一切维持在正常的状态。我喜欢莱克西，希望她能够得到自己应得的爱和更多的吻，并且应该一直保持下去。”。莱克西最重要的一段感情是马克·斯隆。随着莱克西一角的去世，莱梅斯表示：
|  | 老实说，我一直觉得马克和莱克西注定应该要在一起。如果这一季的结局可以有所改变，我会给他们一个完全不同的安排。我是喜欢马克和莱克西在一起的。（……）当马克和莱克西说“注定在一起”时，这并不是为了取悦粉丝，这正是我的感受。这正是本来应该发生的事情，是我所希望看到的。这太让人伤心了。我希望他们在一起。他们真是很般配。他们既有魅力，又很风趣，是很棒的组合。我们拍莱克西向马克告白说自己仍然爱着他的镜头时，那感觉真是既苦涩又甜蜜，就好像，‘看，他们已经走到那么近，那么近！可是偏偏又还是那么遥远。’” |

## 反响
利扮演的莱克西·格蕾一角获得的反响褒贬不一。《人物》批评这个角色起初接近自己姐姐的方式有些“无礼”。《娱乐周刊》的詹妮弗·阿姆斯特朗（Jennifer Armstrong）也批评了利早期的出演，称其表现“笨拙”。不过阿姆斯特朗之后指出莱克西和欧麦利之间发展出的友谊让自己刮目相看。莱克西一角从第4季进入第5季的转变获得了较好的评价，亚历克斯·肯恩（Alex Keen）写道：“自上一季后她的出场和信心都增加了不少，女演员凯乐·利做得非常出色，让人感觉不出这种转变有任何突然之处。由于节目中已经消除了小格蕾和大格蕾（指梅莉迪丝）之间的紧张关系，莱克西无疑会成为这一季最抢眼的角色之一。”
IGN网站的劳拉·布罗斯（Laura Burrows）对莱克西一角作出了严厉的批评，称其“糟透了”。他还写道：“她说的每一句话，做的每一件事都让人厌恶，并且会伤害到别人。莱克西就是个应该被枪毙或淹死或炸死的白痴。”莱克西和斯隆之间的感情得到了赞誉，IGN的克里斯·曼菲特（Chris Monfette）写道：“斯通和莱克西真诚的感情让两个角色都变得非常有趣和成熟。”。凯乐·利在《实习医生格蕾》的一场音乐活动中担任主唱的表现也获得了好评，《波士顿先驱报》的马克·佩里加德称赞了她的表现。2012年，Wetpaint将莱克西·格蕾评为“电视上最性感的10位女医生”之一。2007年，凯乐·利与《实习医生格蕾》的其他主要演员一起获得了第14届美国演员工会奖正剧类杰出群体表演奖提名。

### 引用
1. ↑  . . 第5季. 第3集. 2008-10-09. American Broadcasting Company.
2. 1 2 3  . . 第4季. 第1集. 2007-09-27. American Broadcasting Company.
3. 1 2  . . 第5季. 第8集. 2008-11-13. American Broadcasting Company.
4. ↑  . . 第5季. 第11集. 2009-01-08. American Broadcasting Company.
5. ↑  . Entertainment Weekly. Time Inc. 2012-10-04  [2013-07-26]. （原始内容存档于2013-05-17）.
6. ↑  . . 第5季. 第12集. 2009-01-15. American Broadcasting Company.
7. ↑  . . 第6季. 第3集. 2009-10-01. American Broadcasting Company.
8. ↑  . . 第4季. 第12集. 2008-04-24. American Broadcasting Company.
9. ↑  . . 第4季. 第6集. 2007-11-11. American Broadcasting Company.
10. ↑  . . 第5季. 第5集. 2008-10-23. American Broadcasting Company.
11. ↑  . . 第5季. 第6集. 2008-10-30. American Broadcasting Company.
12. ↑  . . 第5季. 第7集. 2008-11-06. American Broadcasting Company.
13. ↑  . . 第6季. 第1集. 2009-09-24. American Broadcasting Company.
14. ↑  . . 第6季. 第2集. 2009-09-24. American Broadcasting Company.
15. ↑  . . 第6季. 第4集. 2009-10-08. American Broadcasting Company.
16. ↑  . . 第6季. 第10集. 2009-11-09. American Broadcasting Company.
17. ↑  . . 第6季. 第11集. 2010-01-14. American Broadcasting Company.
18. ↑  . . 第6季. 第12集. 2010-01-21. American Broadcasting Company.
19. ↑  . . 第6季. 第13集. 2010-02-04. American Broadcasting Company.
20. ↑  . . 第6季. 第23集. 2010-05-20. American Broadcasting Company.
21. 1 2  . . 第7季. 第1集. 2010-09-23. American Broadcasting Company.
22. ↑  . . 第7季. 第4集. 2010-10-14. American Broadcasting Company.
23. ↑  . . 第7季. 第12集. 2011-01-13. American Broadcasting Company.
24. ↑  . . 第7季. 第13集. 2012-02-03. American Broadcasting Company.
25. ↑  . . 第7季. 第15集. 2012-02-17. American Broadcasting Company.
26. ↑  . . 第7季. 第16集. 2012-02-24. American Broadcasting Company.
27. ↑  . . 第8季. 第7集. 2011-10-27. American Broadcasting Company.
28. ↑  . . 第8季. 第8集. 2011-11-03. American Broadcasting Company.
29. ↑  . . 第8季. 第22集. 2012-05-03. American Broadcasting Company.
30. ↑  . . 第8季. 第24集. 2012-05-17. American Broadcasting Company.
31. ↑  . . 第9季. 第1集. 2012-09-27. American Broadcasting Company.
32. 1 2  Idato, Michael. . The Sydney Morning Herald. Fairfax Media. 2008-03-10  [2013-07-26]. （原始内容存档于2016-01-31）.
33. ↑  Levin, Gary; Strauss, Gary. . USA Today. Gannett Company. 2012-06-11  [2013-07-26]. （原始内容存档于2012-10-20）.
34. ↑  Ingrassia, Lisa. . People. Time Inc. 2007-07-11  [2013-07-26]. （原始内容存档于2012-11-03）.
35. ↑  David A. Keeps. . TV Guide. 2007-09-27  [2013-07-26]. （原始内容存档于2013-07-26）.
36. ↑  Ausiello, Michael. . TVLine. Mail.com Media. 2011-09-30  [2013-07-26]. （原始内容存档于2013-05-14）.
37. ↑  Wieselman, Jarett. . The Insider. CBS Studios. 2012-05-18  [2013-07-26]. （原始内容存档于2012-08-17）.
38. ↑  Mitovich, Matt Webb. . TVLine. Mail.com Media.   [2013-07-26]. （原始内容存档于2013-05-01）.
39. ↑  Rhimes, Shonda. . Grey Matter. ABC. 2007-09-27  [2013-07-26]. （原始内容存档于2013-05-13）.
40. ↑  . Grey's Anatomy. ABC.   [2013-07-26]. （原始内容存档于2011-06-05）.
41. ↑  . BuzzSugar. Sugar Inc. 2008-10-17  [2013-07-26]. （原始内容存档于2010-09-15）.
42. 1 2  Keen, Alex. . The Trades. Burlee LLC. 2009-09-21  [2013-07-26]. （原始内容存档于2015-02-10）.
43. ↑  Chang, Debbie. . BuddyTV. 2008-01-28  [2013-07-27]. （原始内容存档于2012-01-12）.
44. ↑  McKee, Stacy. . Grey Matter. ABC. 2007-11-01  [2013-07-27]. （原始内容存档于2013-05-13）.
45. ↑  Rhimes, Shonda. . Grey Matter. ABC. 2008-06-02  [2013-07-27]. （原始内容存档于2013-05-13）.
46. ↑  Dos Santos, Kristin. . E! Online. NBCUniversal. 2012-05-18  [2013-07-27]. （原始内容存档于2012-05-23）.
47. ↑  . People. Time Inc. 2007-09-28  [2013-07-26]. （原始内容存档于2012-10-24）.
48. ↑  Armstrong, Jennifer. . Entertainment Weekly. Time Inc: 1. 2007-09-30  [2013-07-26]. （原始内容存档于2011-09-27）.
49. ↑  Armstrong, Jennifer. . Entertainment Weekly. Time Inc: 2. 2007-09-30  [2013-07-26]. （原始内容存档于2008-10-10）.
50. ↑  Burrows, Laura. . IGN. News Corporation. 2008-05-23  [2013-07-27]. （原始内容存档于2012-10-24）.
51. ↑  Monfette, Chris. . IGN. News Corporation. 2009-05-29  [2013-07-27]. （原始内容存档于2012-02-27）.
52. ↑  Powers, Lindsay. . Reuters. 2011-04-01  [2013-07-27]. （原始内容存档于2012-10-24）.
53. ↑  Martin, Rebecca. . Wetpaint. The Cambio Network. 2012-12-31  [2013-07-27]. （原始内容存档于2013-05-26）.
54. ↑  . Screen Actors Guild Awards. Primetime Television.   [2013-07-27]. （原始内容存档于2013-05-25）.